# Code Orange
Code Orange est un groupe de punk hardcore américain, originaire de Pittsburgh, en Pennsylvanie. Code Orange Kids publie son premier album Love Is Love/Return to Dust en octobre 2012.

## Biographie

### Débuts (2008–2012)
Le groupe est formé en 2008 sous le nom de Code Orange Kids. Il se veut simplement punk puis prend une orientation plus mature avec l'arrivée de Bob Rizzo, rencontré lors d'un concert. 
Au début de 2012, le groupe se définit comme punk hardcore similaire à Black Flag, Converge et Integrity. Le groupe peut difficilement faire des tournées. Comme ses membres sont étudiants, ils ne peuvent pas jouer dans certains clubs et en dehors des vacances. Néanmoins le groupe fait la première partie de groupes tels que les Misfits, The Bronx, Nekromantix ou Anti-Flag. Il publie lui-même plusieurs démos.

### Love Is Love/Return to Dust(2012–2013)
En janvier 2012, Code Orange Kids annonce avoir signé avec Deathwish Inc. Au moment de la signature, l'âge moyen des membres est de 18 ans. En avril, il sort un split avec Full of Hell et fait une tournée en Amérique du Nord avec Touché Amoré, Defeater et Birds in Row puis en Europe en juillet 2012.
Code Orange Kids publie son premier album Love Is Love/Return to Dust en octobre 2012. Il est enregistré en juin avec Kurt Ballou de Converge dans son studio. Il fait une première et petite tournée au Canada en compagnie de Bane puis en Amérique du Nord avec Gaza, et Full of Hell jusqu'en décembre. Sur cette tournée, le groupe subit un vol d'une valeur de plus de 10 000 dollars à La Nouvelle-Orléans. En février et mars 2013, il traverse les États-Unis avec H2O et Terror puis l'Europe en juillet-août avec Circle Takes the Square et Full of Hell puis de nouveau l'Amérique en octobre avec Fucked Up et novembre-décembre avec Every Time I Die et Letlive.

### I Am King(2014–2015)
Pour son second album, le groupe retrouve Kurt Ballou en février 2014. En juin 2014, il annonce changer de nom, s'appeler Code Orange ainsi que la sortie de I Am King en septembre. Il fait une première tournée de six dates avec Killswitch Engage puis une tournée américaine avec Twitching Tongues en septembre-octobre.

### Forever(2016-2019)
En avril 2016, Code Orange signe au label Roadrunner Records pour la sortie de son troisième album, annoncé pour fin 2016. Après la sortie de l'album, le groupe tourne aux États-Unis avec Deftones en mai 2016, et joue occasionnellement quelques dates, comme This Is Hardcore en août,. En octobre 2016, le groupe publie un nouveau single, Forever. Le titre de l'album, Forever, est révélé et la date est prévue pour le début de 2017. Deux nouveaux singles promotionnels, Kill the Creator et Bleeding in the Blur, sont publiés en janvier 2017 avant la sortie de l'album le 13 janvier.

### Underneath(2020)
Le 13 mars 2020, Code Orange a sorti son album intitulé Underneath via Roadrunner Records. À cause de la crise du coronavirus, le groupe a été contraint de jouer son concert de promotion dans une salle vide. C'est à ce moment que le frontman Jami Morgan a abandonné son poste de batteur pour se consacrer uniquement au chant.

## Récompenses
- 2017 : l'album Forever est élu 8e meilleur album de l'année par les auditeurs/lecteurs de La Grosse Radio[11]

## Membres

### Membres actuels
- Eric Balderose – guitare, chant (depuis 2008)
- Reba Meyers – chant (depuis 2008), basse (2008–2012), guitare (depuis 2012)
- Jami Morgan – batterie (2008-2023), chant (depuis 2008)
- Joe Goldman – basse (depuis 2008)
- Dominic Landolina – guitare (depuis 2017)
- Max Portnoy – batterie (depuis 2023)[12]

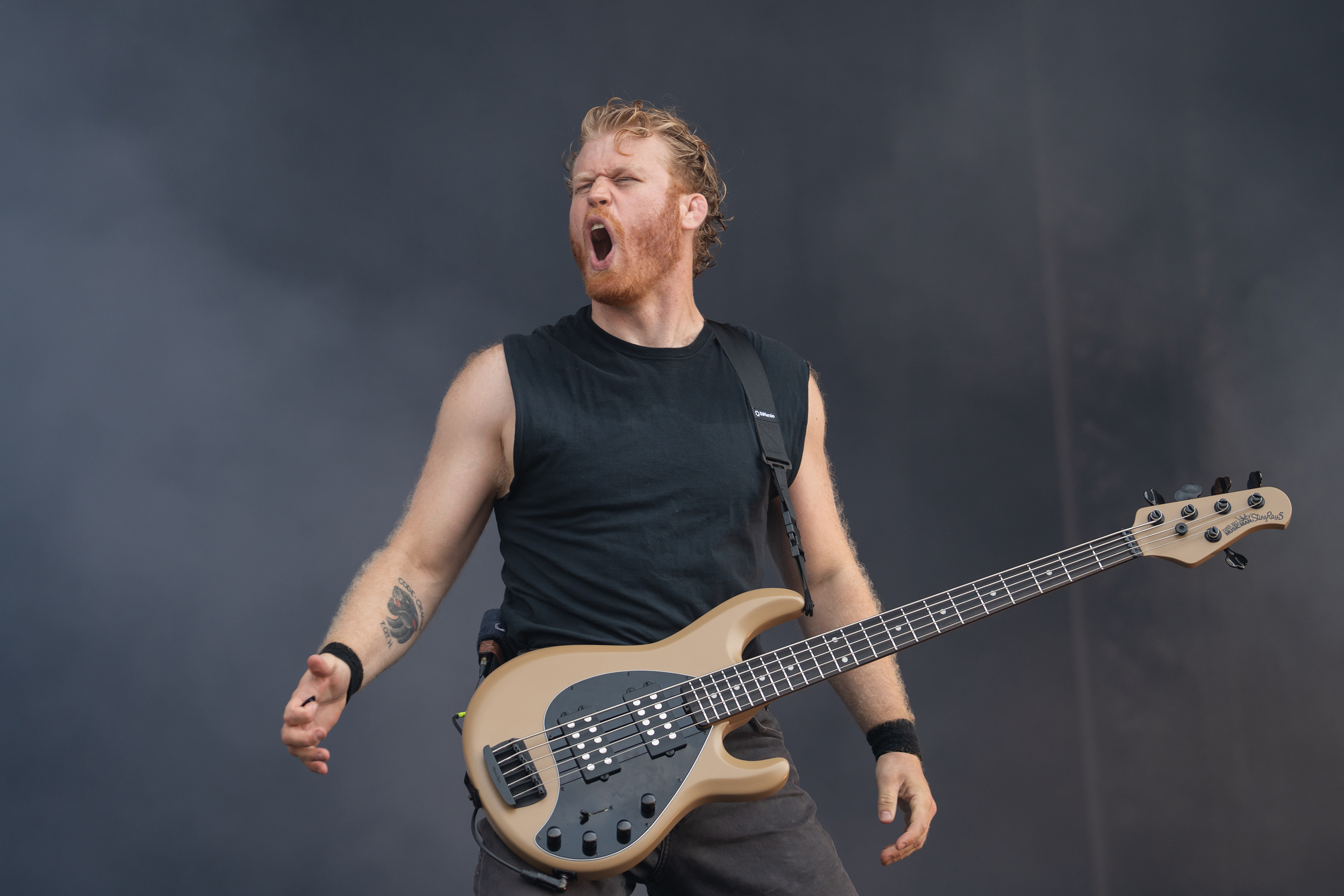
Joe Goldman
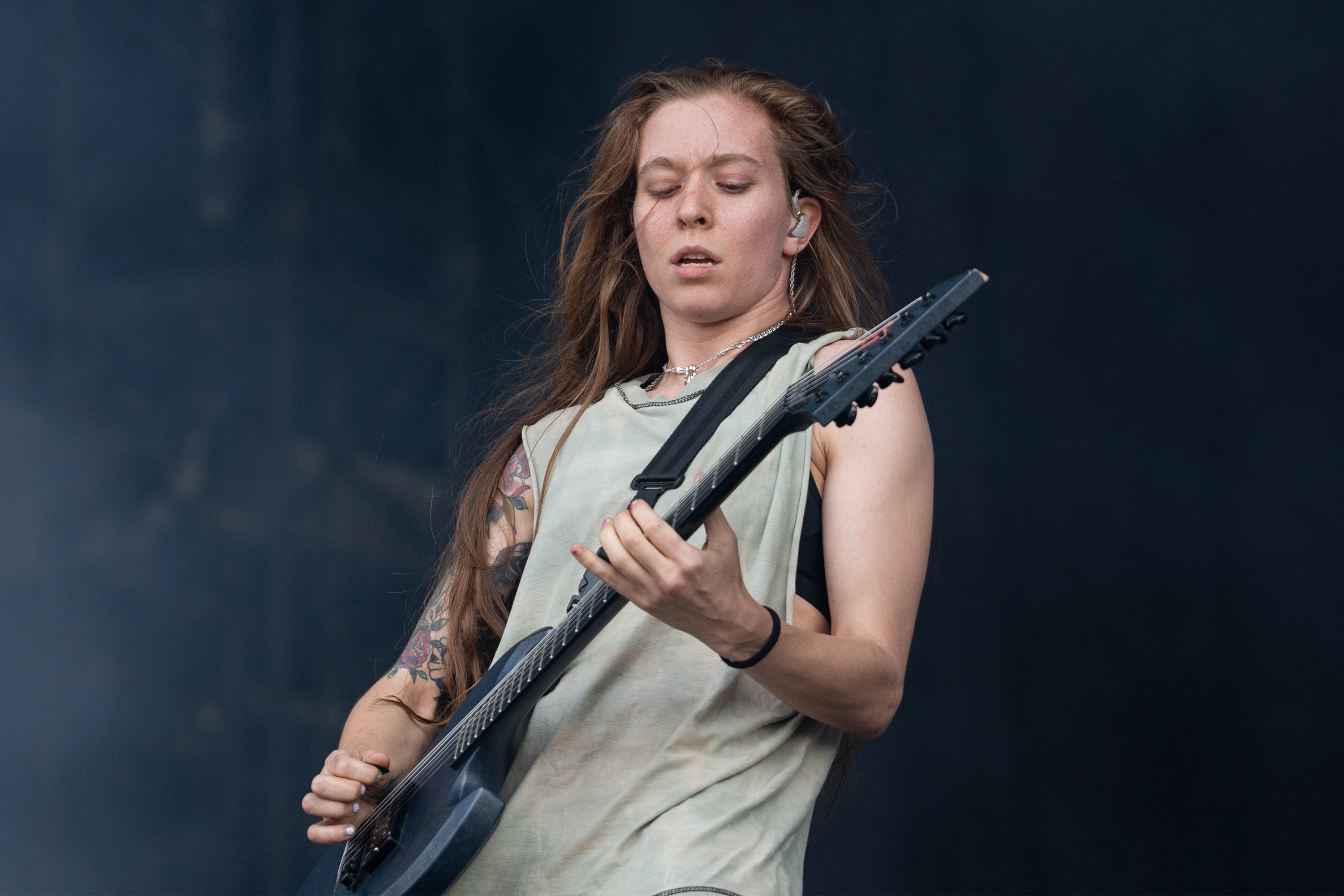
Reba Meyers
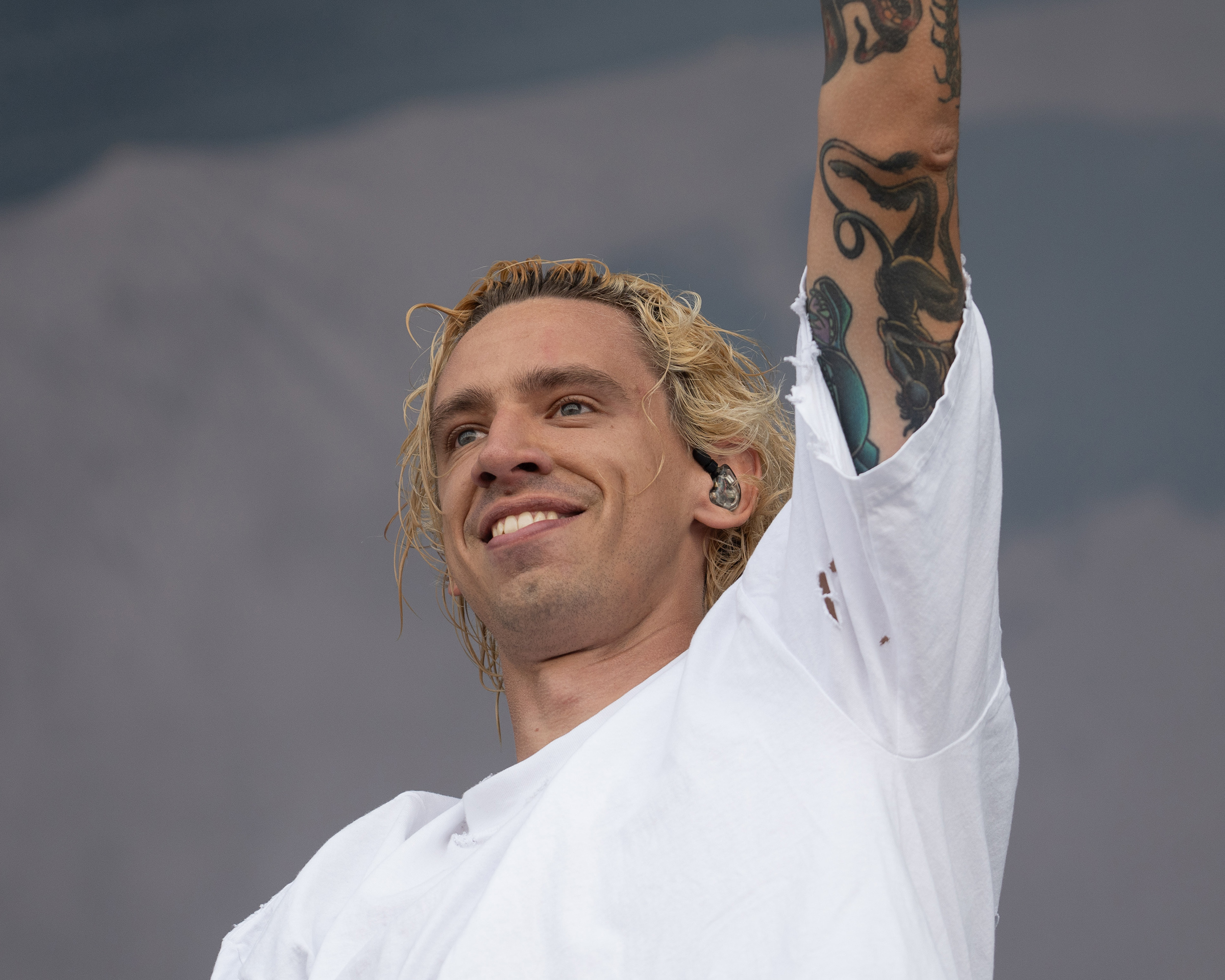
Jami Morgan

### Anciens membres
- Greg Kern – guitare (2008–2010)
- Bob Rizzo – guitare (2010–2012)